# Strażnica Straży Granicznej w Kodniu
Strażnica Straży Granicznej w Kodniu – zlikwidowana graniczna jednostka organizacyjna Straży Granicznej realizująca zadania bezpośrednio w ochronie granicy państwowej z Republiką Białorusi.

## Formowanie i zmiany organizacyjne
Strażnica Straży Granicznej w Kodniu (Strażnica SG w Kodniu) została utworzona 29 listopada 1997 w miejscowości Kodeń, na mocy zarządzenia Komendanta Głównego Straży Granicznej, w strukturach Nadbużańskiego Oddziału Straży Granicznej w Chełmie, w celu uszczelnienia granicy państwowej na wschodzie i jednocześnie części wschodniej granicy Unii Europejskiej oraz Strefy Schengen.
Obiekt SG w Kodniu został wybudowany w latach 1996–1997, zaś oficjalnego otwarcia dokonano 27 października 1997. Symbolicznego przecięcia wstęgi dokonali komendant główny SG ppłk SG Marek Bieńkowski oraz komendant NOSG płk dypl. SG Józef Biedroń.
Jako Strażnica Straży Granicznej w Kodniu funkcjonowała do 23 sierpnia 2005 i 24 sierpnia 2005, Ustawą z 22 kwietnia 2005 O zmianie ustawy o Straży Granicznej..., została przekształcona na Placówkę Straży Granicznej w Kodniu (PSG w Kodniu) w strukturach Nadbużańskiego Oddziału Straży Granicznej.

## Ochrona granicy

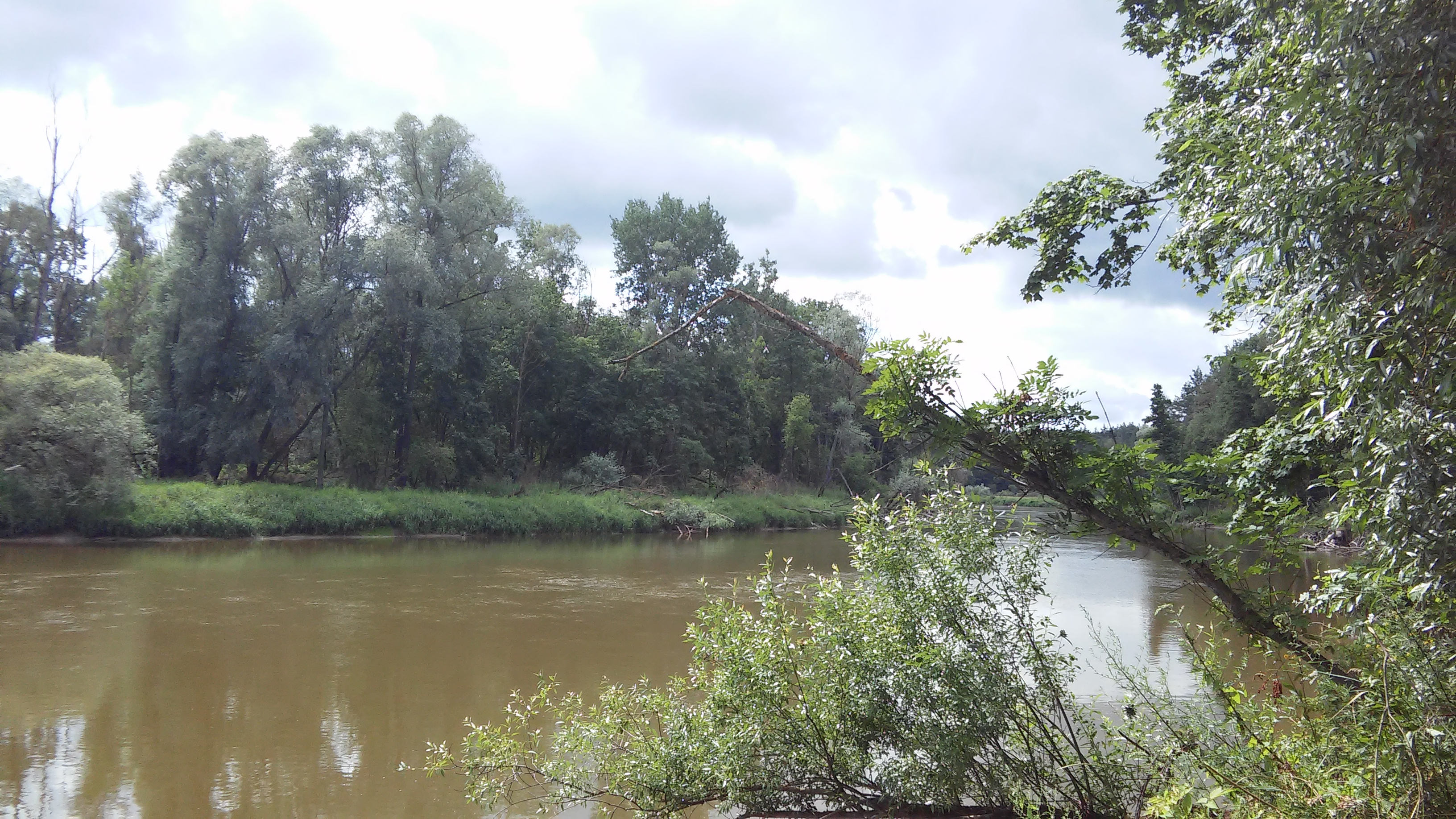
Granica polsko-białoruska, rzeka graniczna Bug w rej. Kodnia

Strażnica SG w Kodniu ochrania wyłącznie odcinek granicy rzecznej z Republiką Białorusi przebiegającą środkiem koryta rzeki granicznej Bug

## Sąsiednie graniczne jednostki organizacyjne
- Strażnica SG w Terespolu ⇔ Strażnica SG w Sławatyczach – 29.11.1997[1]
- GPK SG w Terespolu ⇔ Strażnica SG w Sławatyczach – 15.10.2002[7]
- GPK SG w Terespolu ⇔ GPK SG w Sławatyczach – 2.01.2003[8].